# Bonabéri
Bonabéri (auch als „Douala IV“ bezeichnet) ist eine der sechs Bezirksgemeinden (französisch commune d'arrondissement) der kamerunischen Großstadt Douala. Die Bezirksgemeinde liegt, wie auch Douala selbst, in der Region Littoral im Département Wouri und ist die einzige der Stadt, die auf dem rechten (westlichen) Ufer des gleichnamigen Flusses Wouri. Sie ist durch mittlerweile zwei Brücken mit der Innenstadt Doualas und den anderen Stadtteilen, unter anderem auch dem Flughafen von Douala, verbunden. Über die neuere Brücke führt die Nationalstraße 3 durch Bonabéri hindurch Richtung Westen.
Zur Unterteilung der Stadtgemeinschaft Douala wurde bei einer Verwaltungsreform auch die Namensgebung „Douala IV“ für die Bezirksgemeinde eingeführt. Die Bezirksgemeinde wird seit 1987 von einem Bürgermeister geleitet. Das Rathaus befindet sich im Unterbezirk (Stadtteil) Bonassama. Bonabéri ist ein gemischtes Viertel, das Industriegebiete, Wohnviertel und spontane Siedlungen vereint.
Durch seine Lage gilt Bonabéri als Tor zum Westen des Landes und ist daher für den Warentransit in oder aus der westlichen Küstenregion, also den überwiegend englischsprachigen Gebieten Kameruns, bedeutsam. Aufgrund seiner geografischen Lage ist der Bezirk durch Zweisprachigkeit geprägt. Der Hafen ist der wichtigste Einfuhrhafen Kameruns.

## Geschichte
Der Ursprung Bonabéris geht, wie bei vielen anderen Stadtteilen Doualas auf eine zunächst eigenständige Fischersiedlung am Ufer des Wouri zurück. Diese Siedlung wurde von den europäischen Entdeckern der Küste Kameruns Mitte des 18. Jahrhunderts „Hickory Town“ (deutsch Hickorydorf) genannt. Die Siedlung wurde von den Bonabéri und den Bonanjo bewohnt, beide Stämme desselben Duala-Clans.

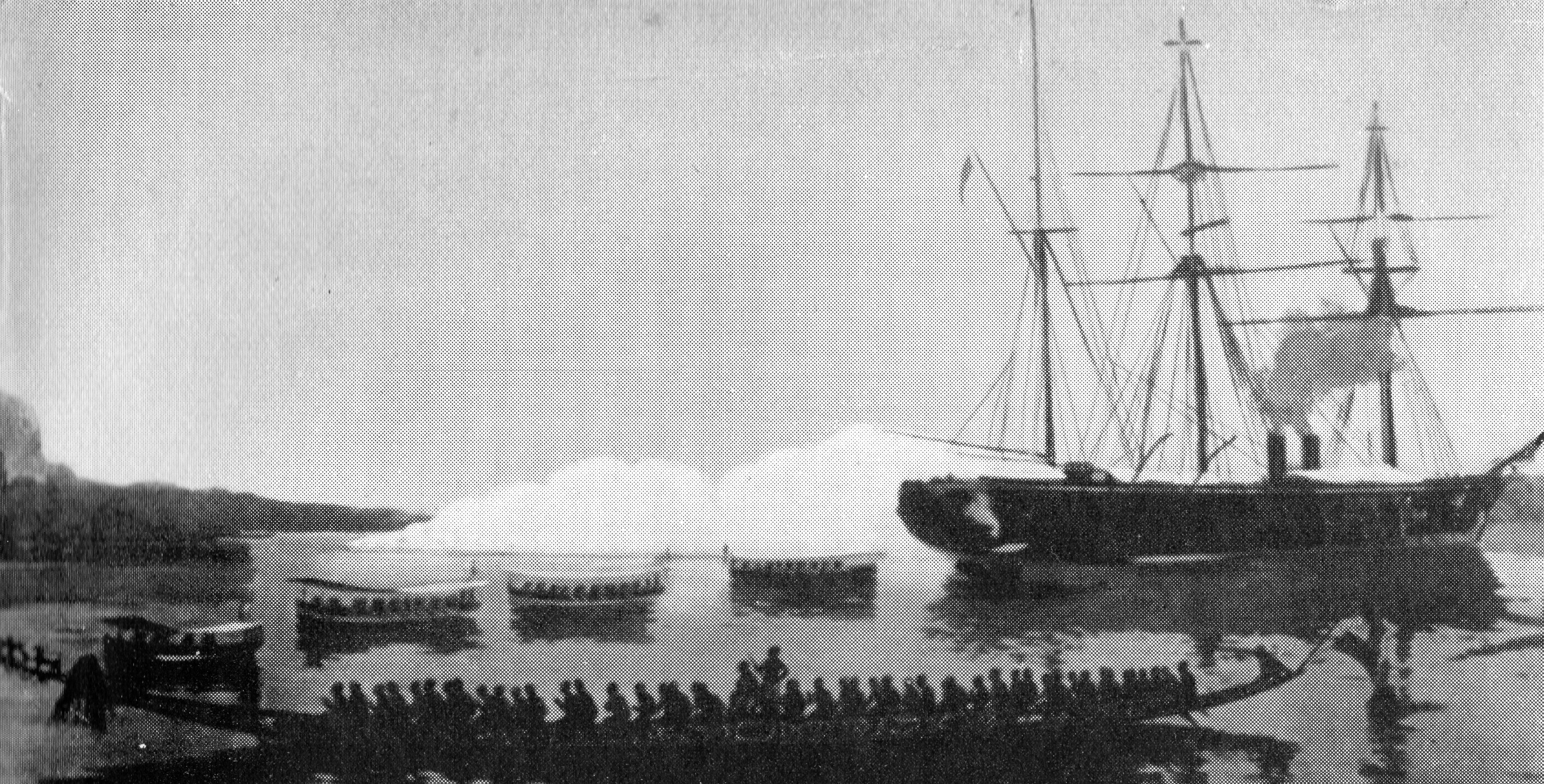
SMS Olga bei der Beschießung von Hickorytown im Dezember 1884

Im Herbst 1884 kreuzte das deutsche Westafrikanische Kreuzergeschwader vor der Küste Kameruns. Anlass hierfür waren Angriffe der indigenen Bevölkerung auf deutsche Handelsniederlassungen in der Gegend, die die deutschen Handelsgesellschaften veranlasst hatten, die deutsche Regierung um Unterstützung und Schutz zu bitten, was schließlich von der Reichsregierung unter Otto von Bismarck bewilligt wurde. Im Zuge der Befriedung des Gebietes setzten die Schiffe bei Hickory Town ein Landungskorps ab und es kam zu Kämpfen, bei denen die Korvette Olga die Siedlung am 21. Dezember 1884 mit ihren Kanonen beschoss.
In der Folge wurde die Gegend um den Wouri, so wie später ganz Kamerun Teil des deutschen Herrschaftsbereichs und schließlich deutschen Kolonie. Bereits zu dieser Zeit existierten in Bonabéri bereits Hafenanlagen, eine Postagentur, eine Eisfabrik und ein Sägewerk. Die evangelische Basler Mission unterhielt hier eine Missionsschule. Bonabéri war weiterhin Endpunkt der sog. kolonialen Nordbahn – heute Teilabschnitt der Bahnstrecke Duala–Nkongsamba – und besaß eine kleinere Eisenbahnwerkstätte.
1919 wurde der Ort dann zunächst Teil des französischen Kolonialreiches und dann ab 1960 Teil des unabhängigen Staates Kamerun.
Ab den 1980er Jahren siedelten sich in dem Bezirk eine große Anzahl von Industrien der Stadt an und nutzten die günstigeren Grundstückspreise. Diese Aktivität zog dann auch die Bevölkerung auf dieses Wouri-Ufer, was zur Überlastung der 1954 fertiggestellten Wouri-Brücke und zu oftmals katastrophalen Staus führte. Ab 2017 wurde die Situation durch einen weiteren Brückenbau entlastet.

## Nachbarschaften
Der Hauptbezirk Bonabéri besteht aus zehn Unterbezirken: Bojongo, Bonamatoumbe, Bonamikano, Bonassama, Bonendale I, Bonendale II, Djebale I, Djebale II, Mambanda, Nkomba.

## Wirtschaft
Das Industriegebiet von Bonabéri (ZIBO) mit einer Fläche von 192 ha erstreckt sich am Ufer des Flusses Wouri stromabwärts der neuen Brücke. Es bildet eine diversifizierte Industriezone von 70 Unternehmen aus verschiedenen Sektoren: Stahlwerke, Lebensmittelindustrie, Bau- und öffentliche Arbeiten, Brauereien, Zementwerke (unter anderem vom französischen Baustoffkonzern Lafarge), Autohäuser, Düngemittel- und Pestizidfabriken, Metallurgie, Sägewerke, Gerbereien, Abfallbeseitigung.

## Persönlichkeiten
- Drusille Ngako (* 1987), Fußballspielerin

## Ansichten von Bonabéri

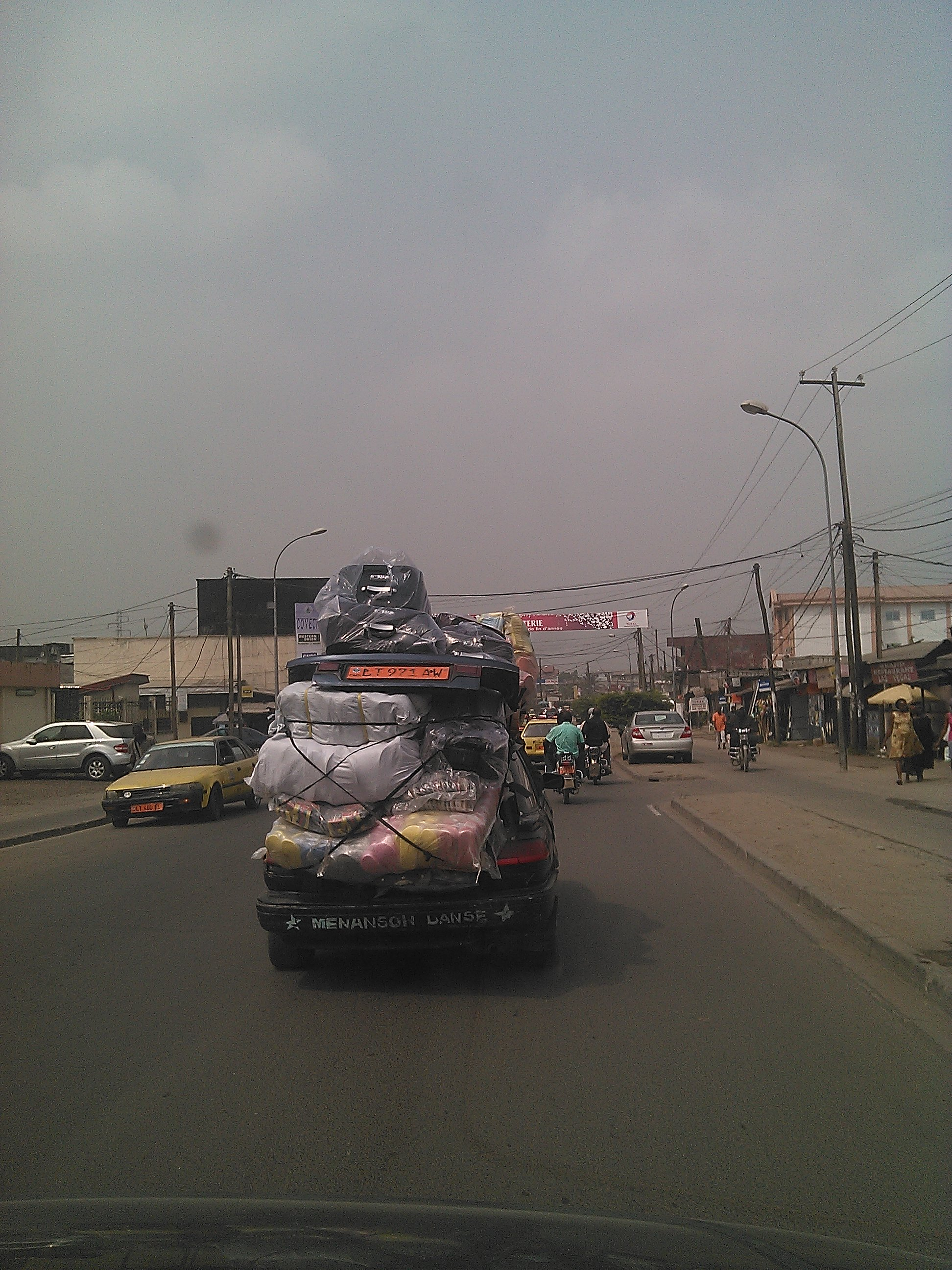
Buschtaxis in Bonabéri (2016–2017)
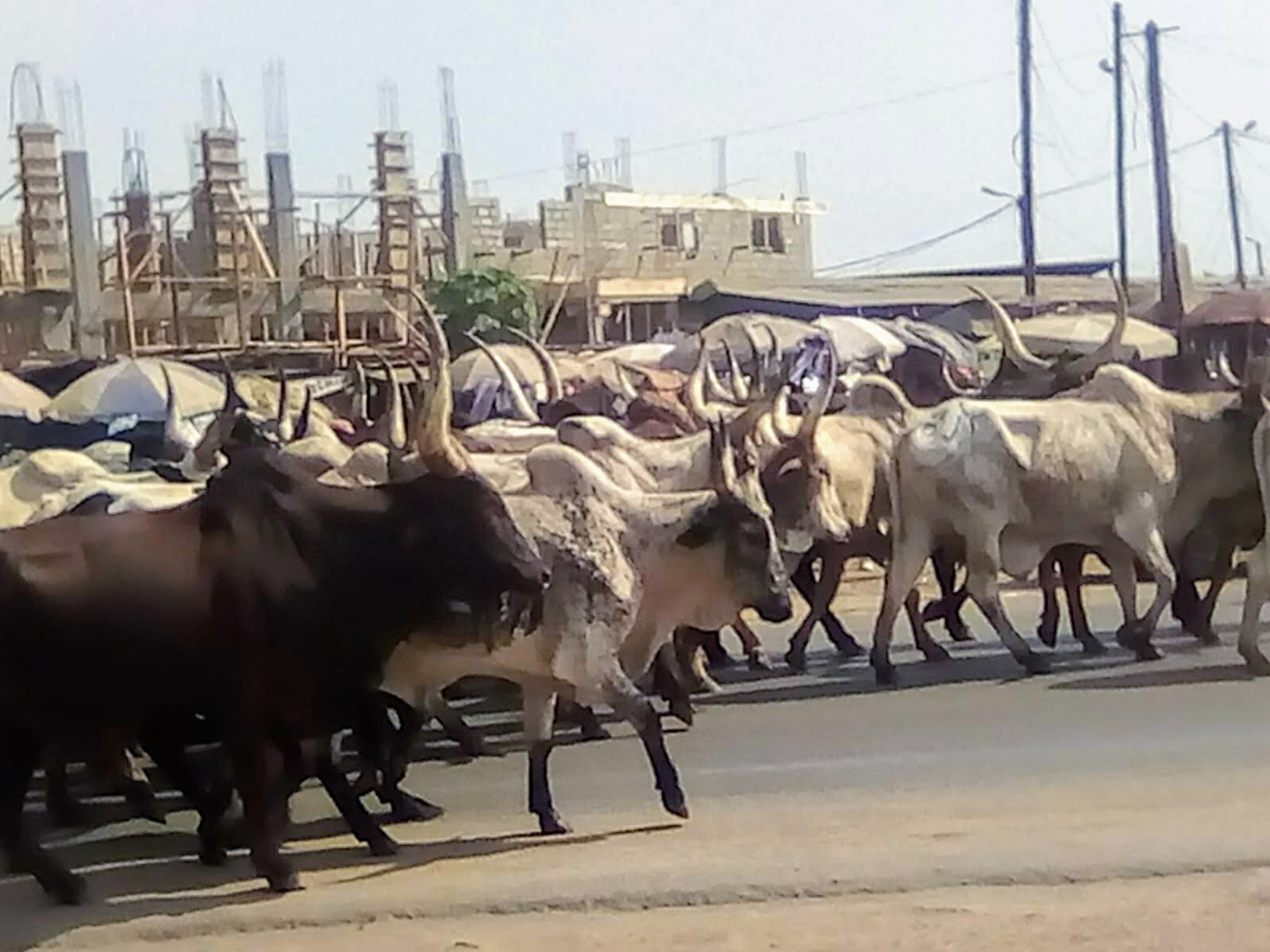
Viehtreiben durch Bonabéri (2019).
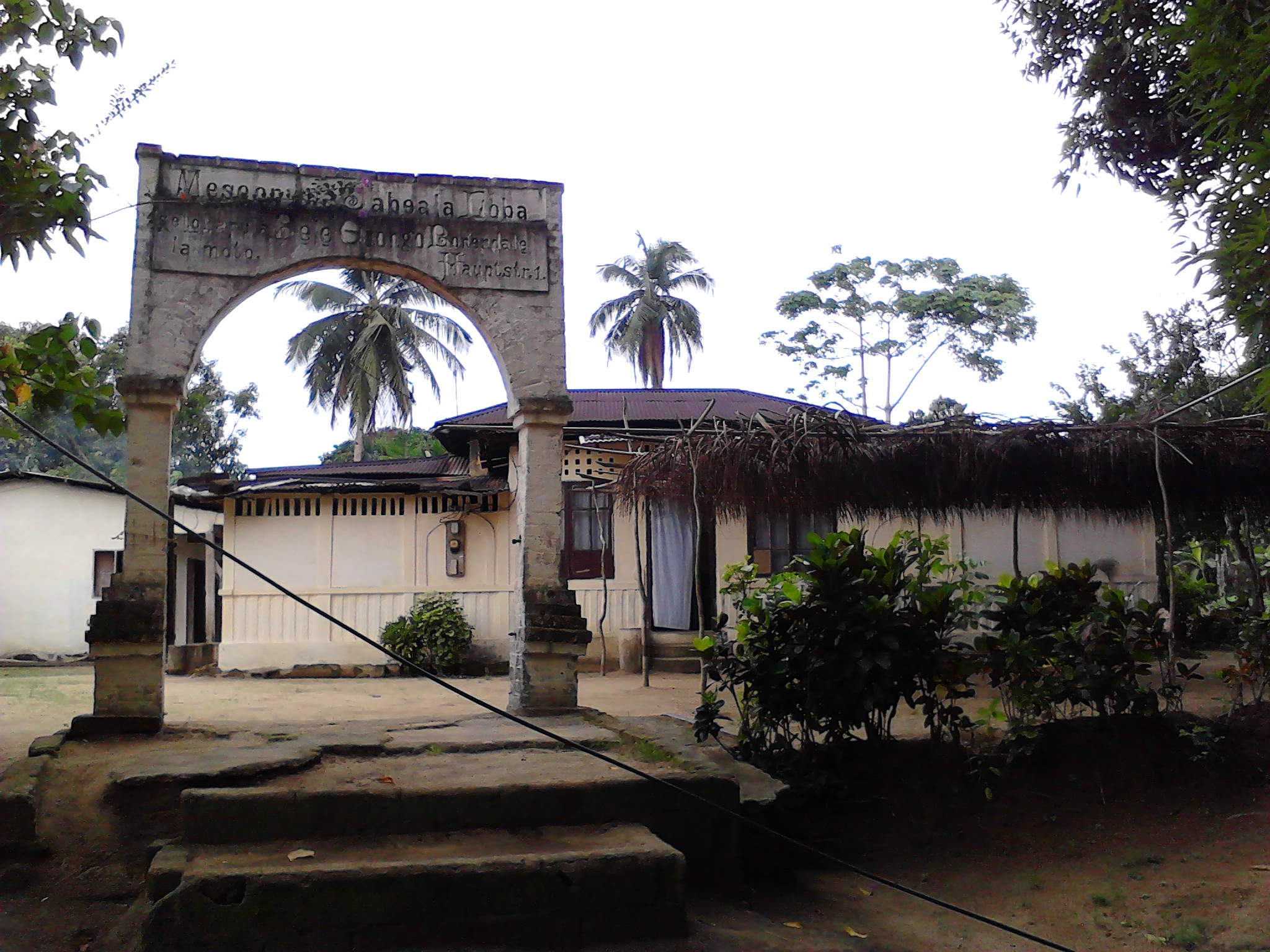
Häuptlingspalast in Bonendale (2013)
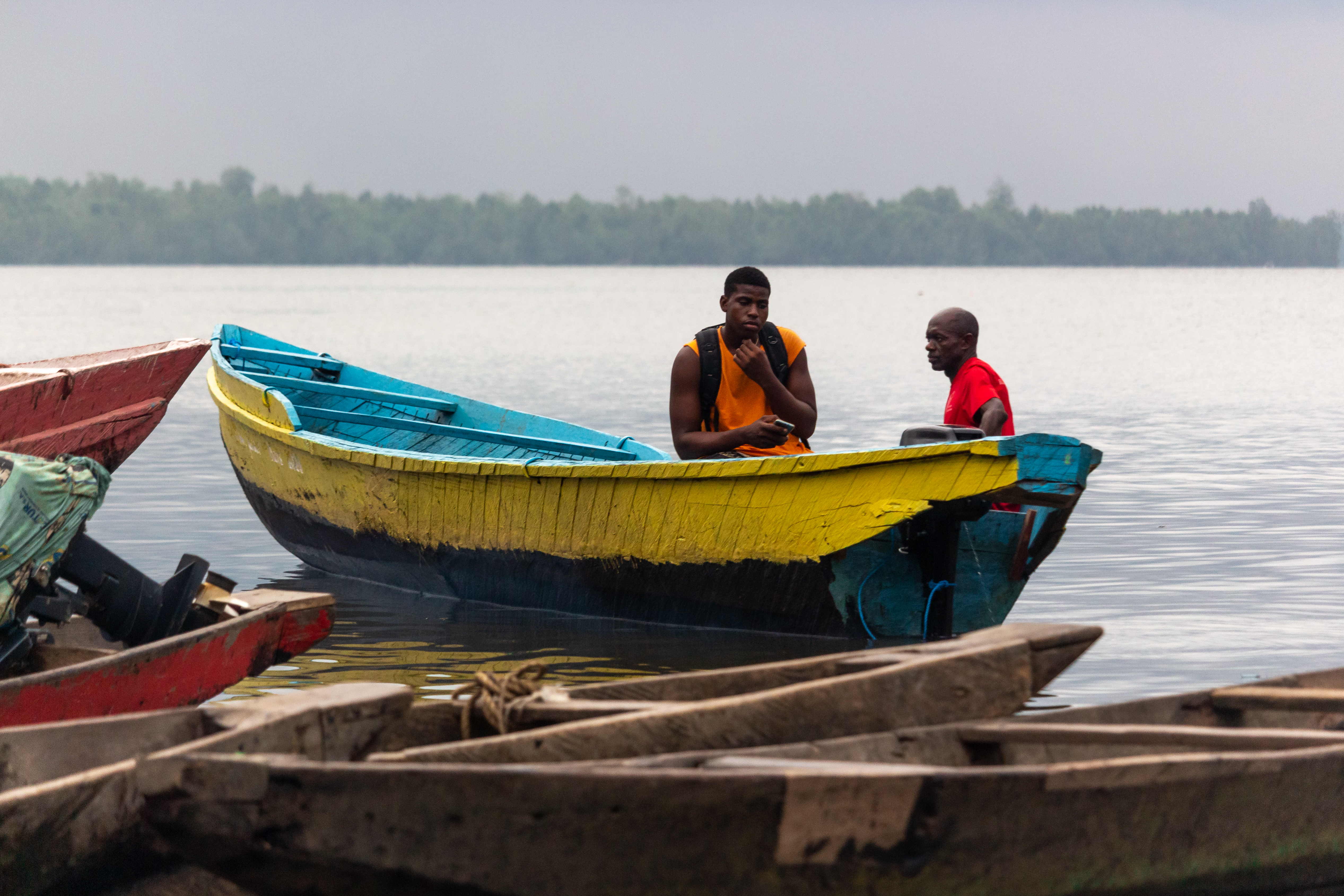
Boote auf dem Wouri (2020)
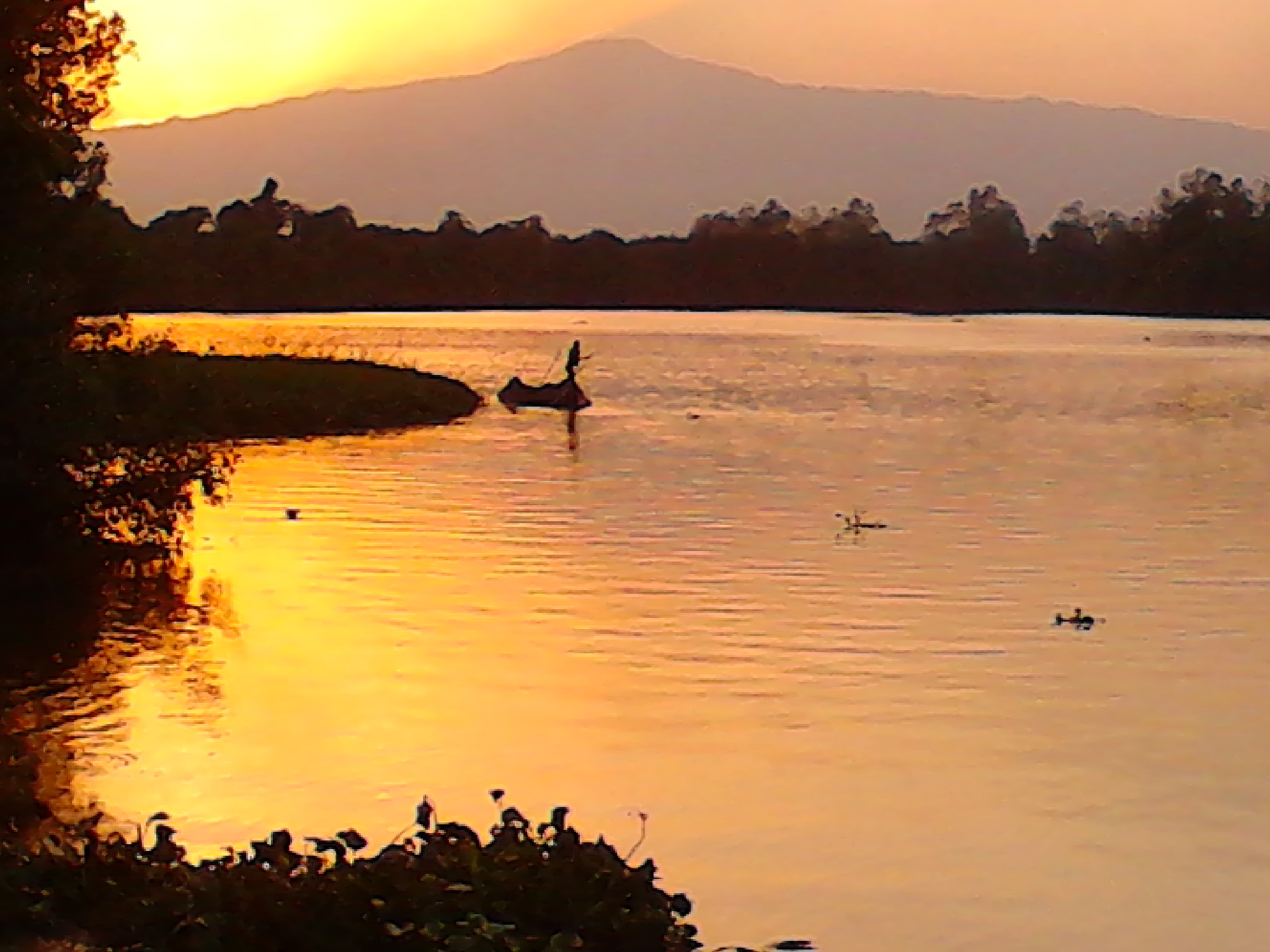
Sonnenuntergang bei Bonendale (2013)
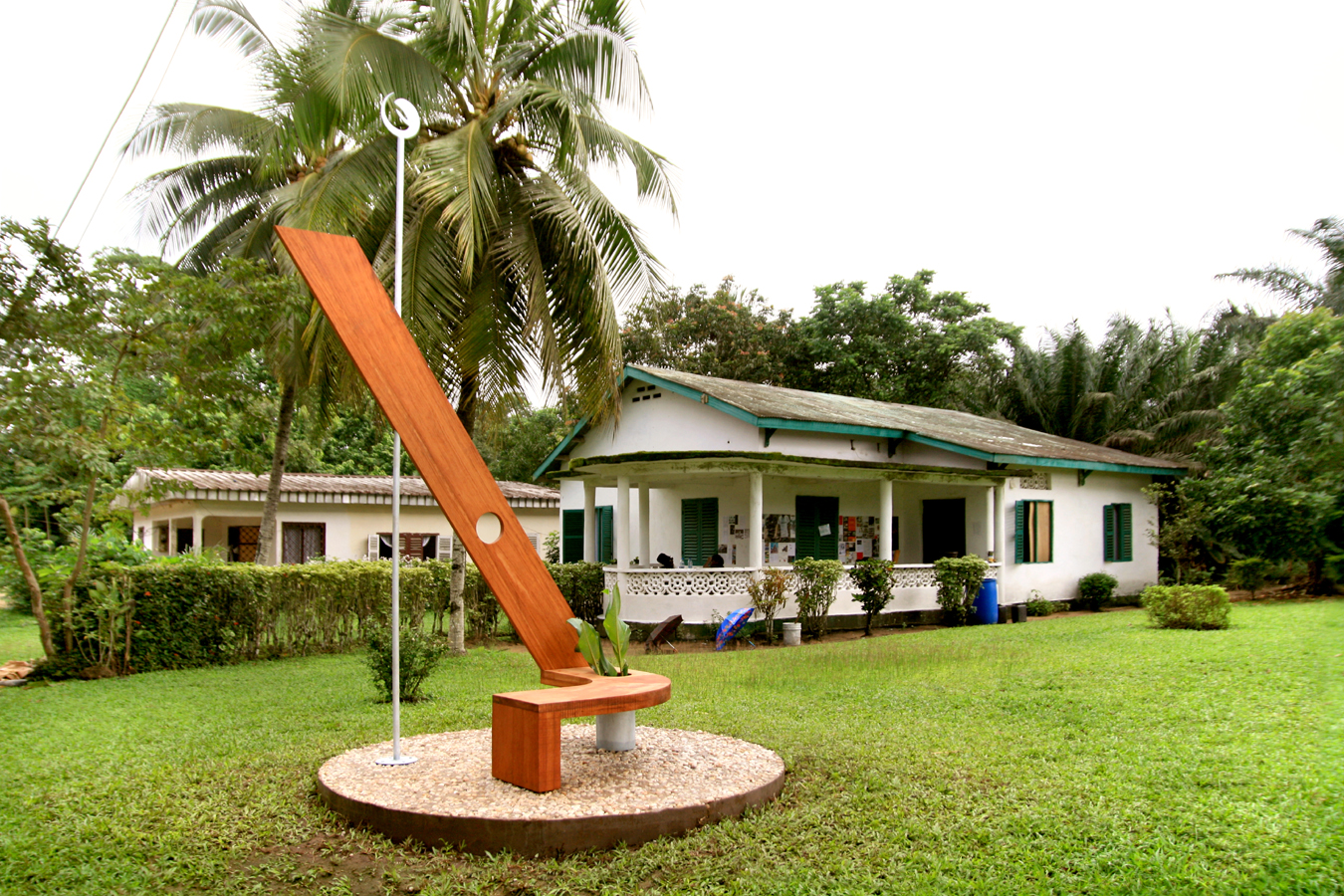
Bonendale, Künstlerresidenz (2012)
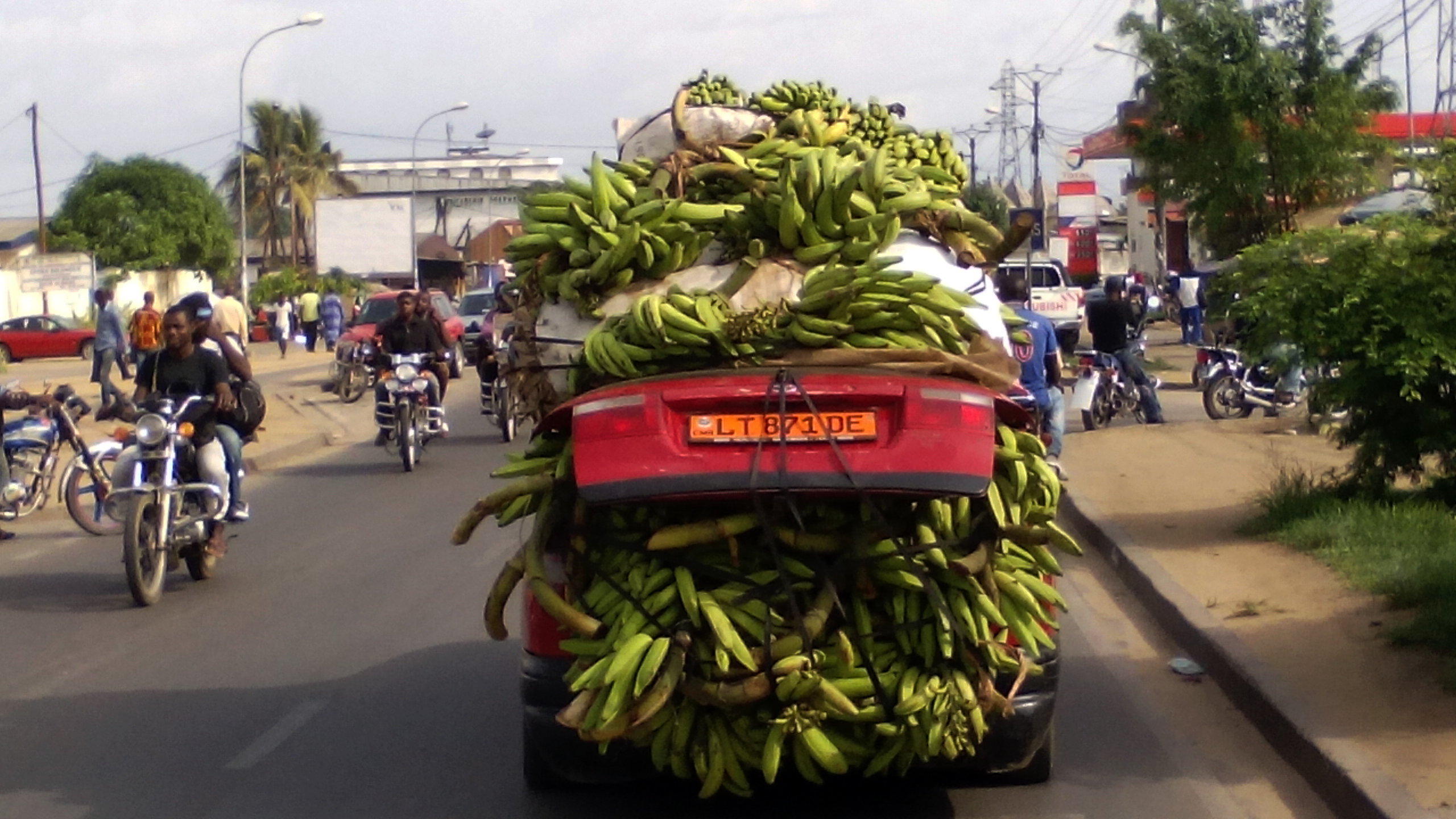
Auf den Strassen von Bonabéri (2015).